# Avviyar
Avviyar var namnet på tre olika kvinnliga tamilska poeter med samma namn, verksamma under olika tidsperioder. 
En krater på Venus har fått sitt namn efter Avviyar.